# シリケンイモリ
シリケンイモリ (Cynops ensicauda) は、両生綱有尾目イモリ科イモリ属に分類される有尾類。

## 分布
日本（奄美群島＜奄美大島、請島、加計呂麻島、与路島＞、沖縄諸島＜阿嘉島、沖縄島、慶留間島、瀬底島、渡嘉敷島、渡名喜島、浜比嘉島など＞）

## 形態
全長オス14センチメートル、メス18センチメートル。頭胴長オス4.6 - 7.5センチメートル、メス5.2 - 8.5センチメートル。背面の体色は黒い。背面に地衣類状の明色斑が入る個体や、正中線に沿って橙色の筋模様が入る個体もいるなど変異が大きい。
腹面の色彩は赤色や橙色・黄色で、不規則に黒い斑紋が入る個体もいる。指趾下面の体色は、橙色や黄色。
繁殖期になるとオスの尾は縦に幅広くなる。

## 分類
形態やアロザイムおよびミトコンドリアDNAのシトクロムbの分子系統解析から奄美諸島の個体群を基亜種とし、沖縄諸島の個体群を亜種オキナワシリケンイモリに分ける説もある。
以下の亜種の分類・和名は、日本爬虫両棲類学会(2021)に従う。
Cynops ensicauda ensicauda (Hallowell, 1861) アマミシリケンイモリ
背面に斑紋が入らない個体が多い（斑紋が入る個体の比率が4-11%という報告例がある）。
Cynops ensicauda popei (Inger, 1947)　オキナワシリケンイモリ
背面に地衣類状の明色斑が入る個体が多い（斑紋が入る個体の比率が71-91%という報告例がある）。

## 生態
湿度の高い森林や草原などに生息する。
繁殖様式は卵生。主に12月から翌5月に産卵するが、一部の地域では夏季から秋季にかけての産卵も報告されている。流れの遅い流水域や池・湿原などで繁殖し、環境や水場の状況によって水中の水生植物・水際の落葉・水場から1メートルほど離れたスギゴケ類など水中でも陸上でも産卵する。幼生は3 - 4か月で変態して幼体になる。幼体に変態してから2年以上で、成体になると考えられている。

## 人間との関係
方言名としてアカワター・ソージムヤーなどがある。
開発による生息地や繁殖地の減少、道路脇の側溝による生息地の分断および滑落死、ペット用の乱獲などにより生息数は減少している。2017年の時点で、沖縄県レッドリストでは準絶滅危惧と判定されている。
準絶滅危惧（NT）（環境省レッドリスト）

## 画像

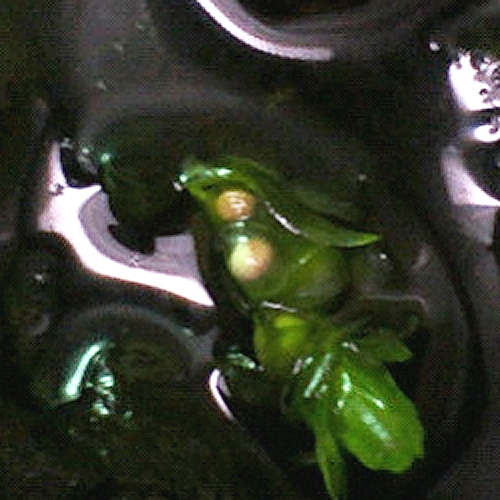
卵
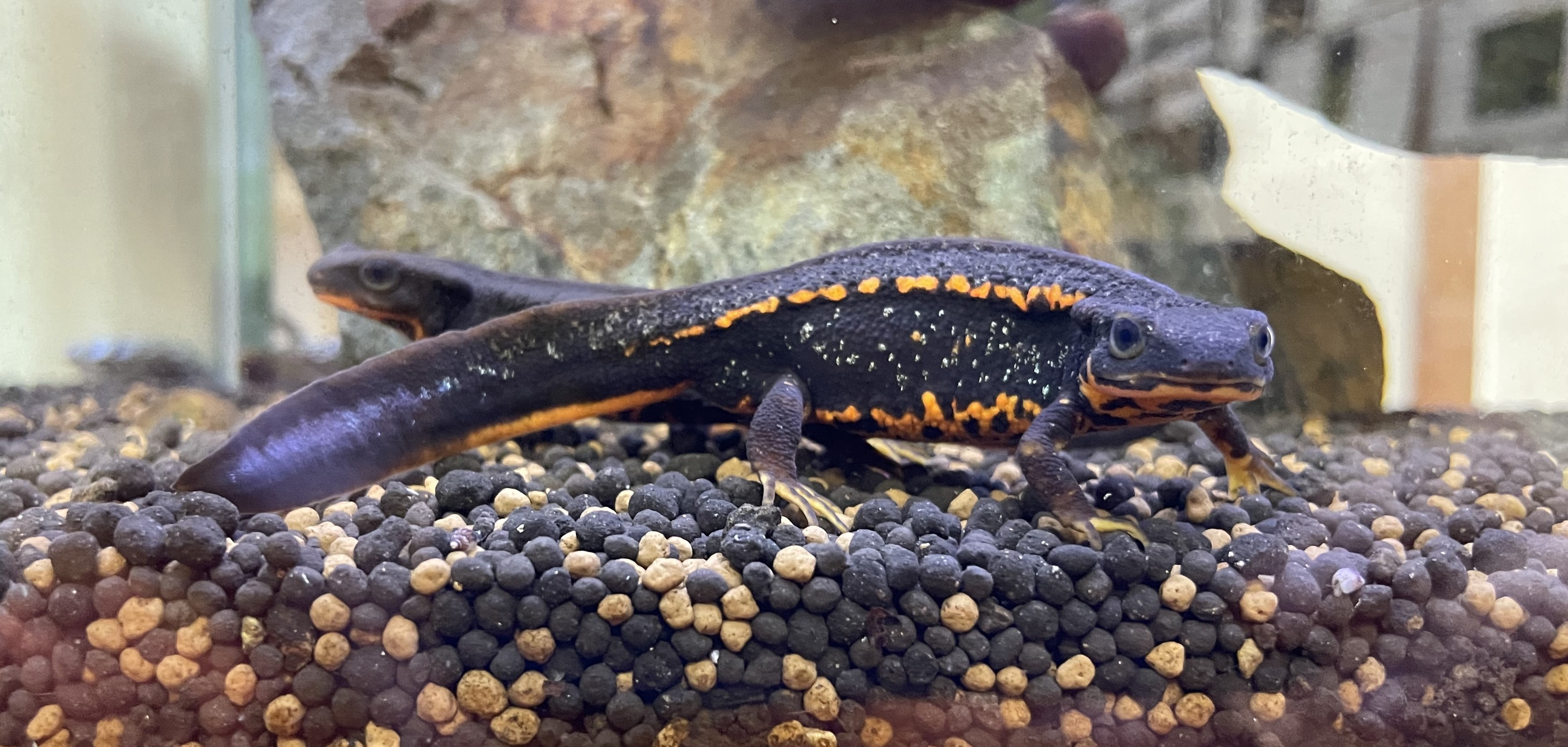
亜種 アマミシリケンイモリ